# Selección de fútbol sub-20 de Siria
La Selección de fútbol sub-20 de Siria, conocida como la Selección juvenil de fútbol de Siria, es el equipo que representa al país en la Copa Mundial de Fútbol Sub-20 y en el Campeonato Juvenil de la AFC, y es controlada por la Federación de Fútbol de Siria.

## Palmarés
- Campeonato Juvenil de la AFC: 1

1994

## Estadísticas

### Mundial Sub-20
| FIFA U-20 World Cup | FIFA U-20 World Cup | FIFA U-20 World Cup | FIFA U-20 World Cup | FIFA U-20 World Cup | FIFA U-20 World Cup | FIFA U-20 World Cup | FIFA U-20 World Cup | FIFA U-20 World Cup |
| Año                 | Ronda               | J                   | G                   | E1                  | P                   | GF                  | GC                  |                     |
| ------------------- | ------------------- | ------------------- | ------------------- | ------------------- | ------------------- | ------------------- | ------------------- | ------------------- |
| 1977                | No participó        | No participó        | No participó        | No participó        | No participó        | No participó        | No participó        |                     |
| 1979                | No participó        | No participó        | No participó        | No participó        | No participó        | No participó        | No participó        |                     |
| 1981                | No participó        | No participó        | No participó        | No participó        | No participó        | No participó        | No participó        |                     |
| 1983                | No participó        | No participó        | No participó        | No participó        | No participó        | No participó        | No participó        |                     |
| 1985                | No participó        | No participó        | No participó        | No participó        | No participó        | No participó        | No participó        |                     |
| 1987                | No participó        | No participó        | No participó        | No participó        | No participó        | No participó        | No participó        |                     |
| 1989                | Fase de grupos      | 3                   | 0                   | 1                   | 2                   | 4                   | 6                   |                     |
| 1991                | Cuartos de final    | 4                   | 1                   | 3                   | 0                   | 5                   | 4                   |                     |
| 1993                | No clasificó        | No clasificó        | No clasificó        | No clasificó        | No clasificó        | No clasificó        | No clasificó        |                     |
| 1995                | Fase de grupos      | 3                   | 1                   | 0                   | 2                   | 1                   | 8                   |                     |
| 1997                | No clasificó        | No clasificó        | No clasificó        | No clasificó        | No clasificó        | No clasificó        | No clasificó        |                     |
| 1999                | No clasificó        | No clasificó        | No clasificó        | No clasificó        | No clasificó        | No clasificó        | No clasificó        |                     |
| 2001                | No clasificó        | No clasificó        | No clasificó        | No clasificó        | No clasificó        | No clasificó        | No clasificó        |                     |
| 2003                | No clasificó        | No clasificó        | No clasificó        | No clasificó        | No clasificó        | No clasificó        | No clasificó        |                     |
| 2005                | Octavos de final    | 4                   | 1                   | 1                   | 2                   | 3                   | 5                   |                     |
| 2007                | No clasificó        | No clasificó        | No clasificó        | No clasificó        | No clasificó        | No clasificó        | No clasificó        |                     |
| 2009                | No clasificó        | No clasificó        | No clasificó        | No clasificó        | No clasificó        | No clasificó        | No clasificó        |                     |
| 2011                | No clasificó        | No clasificó        | No clasificó        | No clasificó        | No clasificó        | No clasificó        | No clasificó        |                     |
| 2013                | No clasificó        | No clasificó        | No clasificó        | No clasificó        | No clasificó        | No clasificó        | No clasificó        |                     |
| 2015                | No clasificó        | No clasificó        | No clasificó        | No clasificó        | No clasificó        | No clasificó        | No clasificó        |                     |
| 2017                | No clasificó        | No clasificó        | No clasificó        | No clasificó        | No clasificó        | No clasificó        | No clasificó        |                     |
| 2019                | No clasificó        | No clasificó        | No clasificó        | No clasificó        | No clasificó        | No clasificó        | No clasificó        |                     |
| Total               |                     | 14                  | 3                   | 5                   | 6                   | 13                  | 23                  |                     |

### Campeonato Juvenil de la AFC
| AFC Youth Championship | AFC Youth Championship | AFC Youth Championship | AFC Youth Championship | AFC Youth Championship | AFC Youth Championship | AFC Youth Championship | AFC Youth Championship | AFC Youth Championship |
| Año                    | Ronda                  | J                      | G                      | E1                     | P                      | GF                     | GC                     |                        |
| ---------------------- | ---------------------- | ---------------------- | ---------------------- | ---------------------- | ---------------------- | ---------------------- | ---------------------- | ---------------------- |
| 1988                   | Finalista              | 5                      | 4                      | 0                      | 1                      | 7                      | 1                      |                        |
| 1990                   | 3.er lugar             | 5                      | 2                      | 2                      | 1                      | 9                      | 5                      |                        |
| 1992                   | No clasificó           | No clasificó           | No clasificó           | No clasificó           | No clasificó           | No clasificó           | No clasificó           |                        |
| 1994                   | Campeón                | 6                      | 5                      | 1                      | 0                      | 16                     | 4                      |                        |
| 1996                   | Fase de grupos         | 4                      | 2                      | 0                      | 2                      | 5                      | 5                      |                        |
| 1998                   | No clasificó           | No clasificó           | No clasificó           | No clasificó           | No clasificó           | No clasificó           | No clasificó           |                        |
| 2000                   | No clasificó           | No clasificó           | No clasificó           | No clasificó           | No clasificó           | No clasificó           | No clasificó           |                        |
| 2002                   | Cuartos de final       | 4                      | 2                      | 1                      | 1                      | 9                      | 8                      |                        |
| 2004                   | 4.º lugar              | 6                      | 3                      | 1                      | 2                      | 9                      | 5                      |                        |
| 2006                   | No clasificó           | No clasificó           | No clasificó           | No clasificó           | No clasificó           | No clasificó           | No clasificó           |                        |
| 2008                   | 1.ª Ronda              | 3                      | 0                      | 0                      | 3                      | 1                      | 5                      |                        |
| 2010                   | 1.ª Ronda              | 3                      | 1                      | 0                      | 2                      | 1                      | 3                      |                        |
| 2012                   | Cuartos de final       | 4                      | 1                      | 2                      | 1                      | 9                      | 6                      |                        |
| 2014                   | Abandonó el torneo     | Abandonó el torneo     | Abandonó el torneo     | Abandonó el torneo     | Abandonó el torneo     | Abandonó el torneo     | Abandonó el torneo     |                        |
| Total                  |                        | 37                     | 19                     | 7                      | 11                     | 65                     | 39                     |                        |

1- Los empates incluyen los partidos que se definieron por penales.